# Unico Wilhelm van Wassenaer

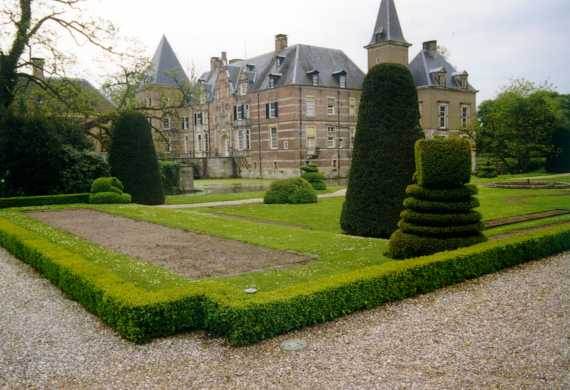
Twickel, le château où Van Wassenaer est né

Le comte Unico Wilhelm van Wassenaer (né le 2 novembre 1692, à Delden, Provinces-Unies - mort le 9 novembre 1766 à la Haye) est un diplomate et compositeur hollandais de musique baroque.
Ses compositions les plus importantes qui subsistent sont les « Concerti Armonici », faussement attribués au compositeur italien Giovanni Battista Pergolesi (1710-1736) jusqu'en 1979 et les Trois sonates pour flûte à bec et basse continue.

## Biographie
Unico Willem Van Wassenaer est né dans une famille riche et puissante. Son père Jacob II van Wassenaer Obdam fut général dans la Guerre de Succession d'Espagne et son grand-père Jacob van Wassenaer Obdam commandant suprême de la flotte des Provinces-Unies. Il a étudié le droit à Leyde et en 1723 a épousé Dodnea Lucia van Goslinga, qui lui a donné trois enfants. Van Wassenaer a occupé des charges diplomatiques, militaires et commerciales élevées : sa réputation comme musicien n'était pas inférieure à celle de diplomate.
Entre 1725 et 1740 il a écrit les « Concerti Armonici », mais à cause de son titre nobiliaire il n'a pas voulu les publier sous son propre nom. Les concerts ont été publiés 1740 par le violoniste italien Carlo Ricciotti (1681-1756), à qui les concerts furent attribués d'abord. Van Wassenaer a été donc appelé « le compositeur de mystère ».
Le compositeur polonais François Lessel (1780?-1835) a affirmé erronément que les concerts avaient été écrits par Giovanni Battista Pergolesi. Le modèle des concerts est italien, ils sont écrits dans le style romain typique avec quatre parties pour le violon au lieu des trois vénitiens ; ils sont comparables aux travaux de Pietro Locatelli.
En 1979 un manuscrit des six « concerti » a été trouvé dans les archives du château de Twickel (le château où Van Wassenaer est né), marqué « Concerti Armonici ». Bien que l'écriture ne soit pas celle de Wassenaer, le manuscrit porte une introduction du compositeur, disant : « Partition de mes concerts gravez par le Sr. Ricciotti ». À la suite des recherches du musicologue hollandais Albert Dunning, il n'y a plus aucun doute que les « concerti » ont été effectivement composés par Wassenaer.
Outre les « concerti », trois sonates pour flûte à bec et continuo ont été découvertes au début des années 90.

## Source
- Count Unico Wilhelm van Wassenaer (1692-1766). A master unmasked, or the Pergolesi-Ricciotti puzzle solved. By Albert Dunning. Tr. by Joan Rimmer. Frits Knuf, 1980.